# Sgùrr an Airgid
Sgùrr an Airgid är ett berg i Storbritannien.   Det ligger i kommunen Highland och riksdelen Skottland, i den nordvästra delen av landet, 700 km nordväst om huvudstaden London. Toppen på Sgùrr an Airgid är 10 meter över havet.
Terrängen runt Sgùrr an Airgid är huvudsakligen kuperad, men österut är den bergig.  Trakten runt Sgùrr an Airgid är nära nog obefolkad, med mindre än två invånare per kvadratkilometer. Närmaste större samhälle är Glenelg, 12,5 km väster om Sgùrr an Airgid. I omgivningarna runt Sgùrr an Airgid växer i huvudsak blandskog.